# 安裕乡
安裕乡，是中华人民共和国湖南省常德市安乡县下辖的一个乡镇级行政单位。

## 行政区划
安裕乡下辖以下地区：
槐圃社区、羌口村、双豇口村、新河口村、舞阳村、一分局村、同庆村、三嘴村、五一村、槐甫垸村、槐西村和又新垸村。